# Антонов, Фёдор Семёнович
Фёдор Семёнович Антонов — советский общественный и политический деятель, депутат Верховного Совета РСФСР.

## Биография
Член ВКП(б) с 1920 года.
В 1925 году окончил Первый Сибирский политехникум имени К.А. Тимирязева в Томске. В дальнейшем - на советской и партийной работе.
В феврале-мае 1938 года исполнял обязанности первого секретаря обкома Ойротской автономной области Алтайского края. С мая 1938 по ноябрь 1943 года - первый секретарь обкома Ойротской автономной области Алтайского края.
Избирался депутатом Верховного Совета РСФСР I созыва от Ойрот-Турского избирательного округа Алтайского края (1938-1947).
23 ноября 1943 года отозван в распоряжение Алтайского КК ВКП(б).
На 1947 год - заместитель секретаря Алтайского крайкома ВКП(б).